# Villa Colletta
Villa Colletta si trova a Firenze, in via Bolognese, poco distante da villa La Pietra della quale era una delle pertinenze.

## Storia
La villa risale all'inizio del Quattrocento, quando era una casa signorile appartenente ai Da Fortuna, famiglia di origine mugellana. Nel secolo successivo passò ai Niccolini, quindi ai Capponi, che la acquistarono assieme alla villa La Pietra.
Nel XIX secolo Gino Capponi vi ospitò a lungo lo storico Pietro Colletta, impegnato nella stesura della Storia del Reame di Napoli, che venne qui terminata, tanto che alla fine la villa stessa prese il nome dall'ospite. Su una parete laterale una lapide ricorda l'episodio:
Diede Gino Capponi

All'amico sventurato Pietro Colletta

Che scrisse in marmo il beneficio

L'ann. 1827»
Un'altra targa, posta dal Comune di Firenze, si trova su via Bolognese e ricorda, oltre al Capponi e al Colletta, anche Maurizio Bufalini.
A fine del secolo l'immobile passò quindi ai Cecchi, poi agli Incontri, originari di Volterra, tanto che venne anche chiamata "villa Incontri" o "villa l'Oriuolo".

## Architettura
L'austera facciata rivolta sulla strada pubblica è decorata solo dalle finestre con mensole al pian terreno, mentre il lato sul giardino ha perso l'originaria simmetria per via dell'aggiunta di un'ala in tempi posteriori. Dal giardino all'italiana si gode di un superbo panorama sulla vallata: è decorato da esedra in fondo con vasi di terracotta e vi si affaccia una limonaia.
All'interno della villa spicca lo scalone in pietra per il primo piano, che conduce a un corridoio dove si apre una loggetta affacciata sul vano scale stesso.